# Forn de Can Dalmau
El Forn de Can Dalmau és una construcció de Matajudaica, al municipi de Corçà (Baix Empordà), inclosa a l'Inventari del Patrimoni Arquitectònic de Catalunya.

## Descripció
Forn situat en una de les façanes de can Dalmau, al poble de Matajudaica. És de planta rectangular i sobresurt de l'edifici al qual pertany, cap a la part exterior, al carrer. El forat d'entrada es conserva a l'interior de l'edifici.
Està construït amb els mateixos materials en que la casa està feta, és a dir amb pedra i morter de calç. La coberta actual és de fibrociment.

## Història
La coberta anterior de teula àrab ha estat substituïda fa poc per una de "Uralita".